# 小金丸氏
小金丸氏 ( )は日本の氏族の一つ。